# この歌あの人
『この歌あの人』（このうたあのひと）は、ラジオ関東（現・アール・エフ・ラジオ日本）、中部日本放送、近畿放送（現・京都放送）及びRKB毎日放送にて放送されていたラジオ番組である。放送期間は1968年11月～1978年3月（ただし、1972年4月以降は近畿放送のみの放送）。司会は主にフリーアナウンサーの宇井昇が務めた他、放送時期によっては月原史郎、森一也が務めている。スポンサー企業は、京都市に本社・工場のあるシンポ工業（現・日本電産シンポ）が番組放送の全期間にわたって務め、企画構成者は同社広告宣伝課長で大のなつメロ愛好家でもあった木村孝雄が務めた。

## 番組内容
SPレコード時代の流行歌を扱ったなつメロラジオ番組である。
流行歌そのものではなく人物にスポットを当てることに重点を置き、特集ごとに異なるなつメロ関係者をスタジオに呼んで思い出話を聞きながら原盤のSPレコードを合間合間に流していくという番組構成であった。なつメロ関係者は歌手ばかりでなく作詞者、作曲者の比率が高かったこともこの番組の特徴であり、電話からなつメロ関係者が参加することもあった。
なお、放送時期によっては、ゲストを呼ばず、あるいはゲストを呼んだとしてもレコードコレクター等の非業界人であり、淡々と解説を交えながらレコードを流していくだけという構成をとっていたこともあったようである。

## 番組の評価
東京12チャンネル（現・テレビ東京）の「なつかしの歌声」と同じ1968年放送開始のなつメロ番組であり、読売テレビの「帰ってきた歌謡曲」とともに昭和40年代のなつメロブームを支えた存在であったと言える。番組の中で珍盤奇盤のSPレコードを度々流したり、SPレコードの専門誌を聴取者にプレゼントするなど、3つの番組の中では最もマニア向けであったと言える。